# Elcor (Minnesota)
Elcor è un comune fantasma degli Stati Uniti d'America, situato nello stato del Minnesota, nella contea di St. Louis e abitato fra il 1897 e il 1956. Costruita sulla catena del Mesabi, fu un'area non incorporata fino al 1969, quando i confini della vicina Gilbert furono estesi fino a includere l'area dove sorgeva. Tuttavia, prima che Elcor rimanesse disabitata, non figurando nei registri censuari nazionali, i suoi abitanti erano comunque considerati cittadini di Gilbert.
Nel novembre del 1890, i sette fratelli Merritt scoprirono giacimenti minerari nei pressi di Iron Mountain, scatenando una "corsa al ferro" senza precedenti nell'area del Mesabi. Fu aperta la miniera di Elba nel 1897 (seguita dalla miniera di Corsica nel 1901), e sotto la direzione di Don H. Bacon, presidente della Minnesota Iron Company, fu disegnata la mappa catastale del paese. Entrambe le miniere furono date in locazione dalla Pickands Mather and Company a seguito della formazione della Corporazione Americana dell'Acciaio. Con l'afflusso di persone di diversa etnia e nazionalità, Elcor, località mineraria costruita appositamente dalla compagnia per ospitare i propri minatori, divenne in breve una rappresentazione dell'immigrazione verso gli Stati Uniti e della conseguente assimilazione culturale. Al culmine della sua attività, intorno al 1920, Elcor aveva due chiese, un ufficio postale, un emporio, una scuola primaria, una stazione ferroviaria e forze dell'ordine proprie, per una popolazione che toccava i 1 000 abitanti. A questi era possibile possedere la propria casa, ma non il terreno su cui sorgeva, di proprietà della compagnia.
Dopo la chiusura della miniera di Corsica nel 1954, la Pickands Mather and Company ordinò ai residenti di sgomberare la proprietà affinché si potesse riqualificare il territorio; per il 1956, Elcor fu del tutto abbandonata. Dopo molti passaggi di proprietà, per acquisizione, fusione e bancarotta, nel 1993 l'Inland Steel Company diede inizio allo smantellamento dell'overburden da Elcor per costituire l'attuale miniera di Minorca.

## Storia

### Fondazione
Elcor si costituì con l'apertura della miniera di Elba nel 1897 e fu smantellata con la chiusura di quella di Corsica nel 1954. La cittadina era per l'appunto originariamente nota come Elba, e si situava fra le attuali città di McKinley e Gilbert; all'apertura della seconda miniera fu cambiato nel nome attuale combinando le sillabe iniziali dei due toponimi. In quanto località mineraria dell'Iron Range, Elcor in origine consisteva in una rete di abitazioni che la compagnia affittava ai propri impiegati. Si trattava di una delle circa 50 località minerarie della zona compresa fra le odierne Eveleth e Aurora, alcune delle quali, come Sparta e Pineville, esistono ancora; altre, per esempio Belgrade e Genoa, furono annesse dai comuni adiacenti; altre scomparvero del tutto.
Lo sviluppo della miniera di Elba avvenne sotto il controllo della Minnesota Iron Company, e il primo carico di minerale fu imbarcato nel 1898. La Minnesota Iron Company possedeva quote azionarie della Petit and Robinson, proprietaria della miniera di Corsica, il cui primo carico navale partì nel 1901. Don H. Bacon, che entrò nella Minnesota Iron Company come direttore generale nel 1887 e successivamente ne divenne presidente, era un viaggiatore appassionato, e fu lui a dare a molte miniere il nome di isole del Mediterraneo, tra cui Malta, Maiorca, e appunto la Corsica e l'Elba. Inoltre aveva un debole per i nomi che iniziano per M: la Minnesota Steamship Company fu organizzata da e verticalmente integrata con la Minnesota Iron Company nel 1889; le chiatte e i piroscafi furono tutti battezzati con nomi in M, e il complesso prese il nome ufficioso di "flotta della M" (M fleet). Anche i nomi delle vie e strade di Elba cominciavano per M:

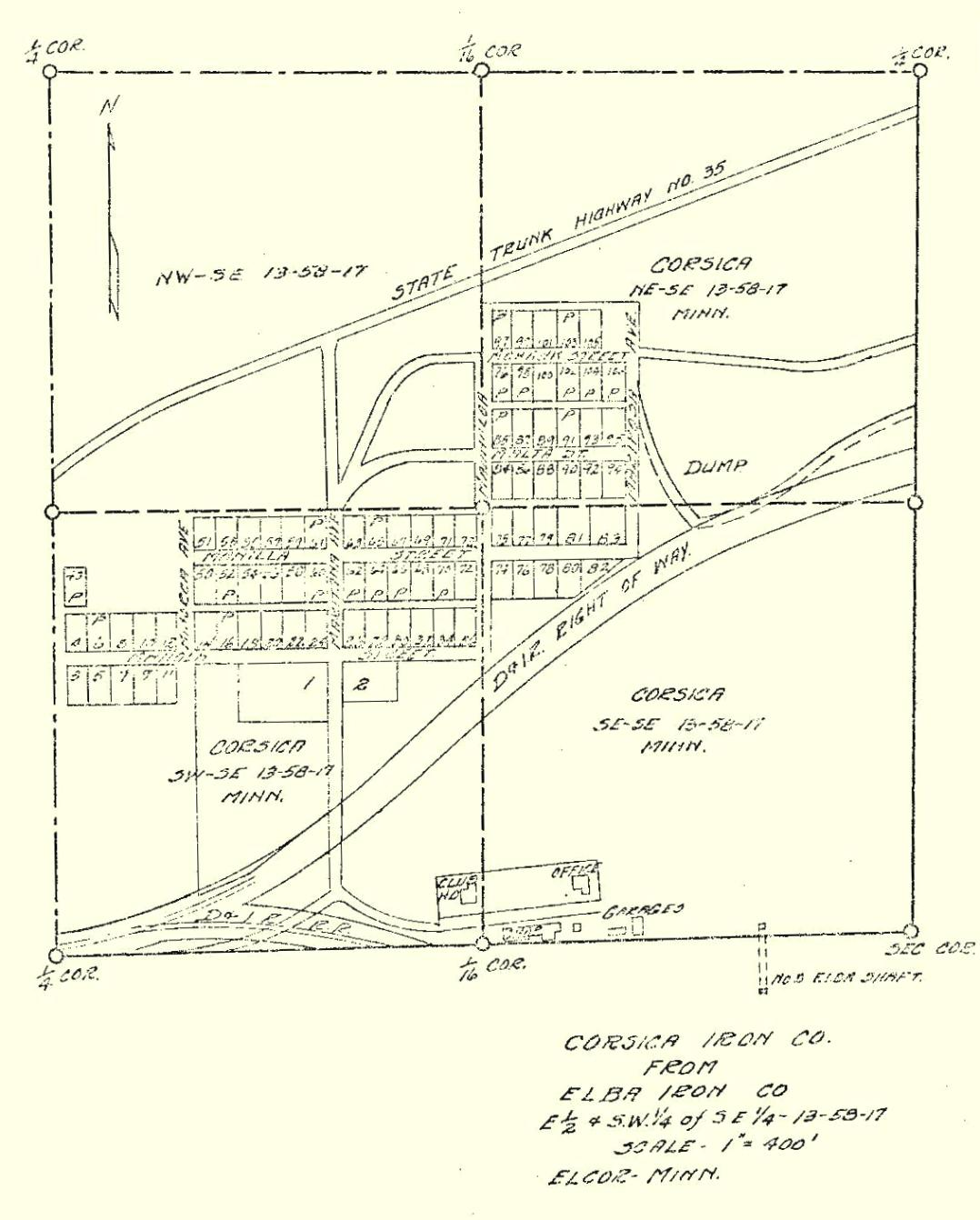
piano cittadino di Elcor risalente al periodo 1921–1926

Mohawk Street
Malta Street
Manilla Street (strada principale, la prima costruita, a entrambi i cui lati furono costruite case)
Manola Street
Mariposa Avenue
Mauna Loa Avenue
Maritana Avenue
Minorca Avenue
Il gruppo minerario di Elba si trovava tra 1,6 e 2,4 chilometri ad ovest di McKinley, insieme alle cui miniere distrettuali veniva normalmente classificato, includendo anche Corsica e La Belle, quest'ultima gestita dalla Pitt Iron Mining Company. La Minnesota Iron Company ebbe in gestione la miniera di Elba tra il 1898 e il 1900, sotto la direzione di M. E. McCarthy. Subito dopo la formazione della United States Steel Corporation nel 1901, la Pickands Mather and Company acquisì le miniere di Elba e Corsica, comprandone il contratto di locazione e gestendole entrambe da allora. I proprietari James Pickands, Samuel Mather e Jay Morse erano interessati da qualche tempo ai possedimenti ferreo-minerari di Corsica, e le miniere rimasero molti anni sul registro spedizioni dell'azienda. William Philip Chinn fu nominato sovrintendente delle due miniere sotto la nuova gestione della Pickands Mather and Company, succedendo a McCarthy. Chinn era all'epoca in ascesa nei circoli minerari, e nel 1918 sarebbe da ultimo diventato direttore generale di tutte le proprietà della Pickands Mather nella regione del Lago Superiore; gli seguì come sovrrintendente L. C. David. L'Oliver Iron Mining Company possedeva inoltre quelli che vennero definiti i giacimenti minerari della "Riserva di Elba No. 1 e No. 2", ma questi erano tanto diversi da quelli delle miniere di Elba e Corsica che non furono sviluppati.

### Anni d'oro
La comunità, che prosperava sull'estrazione di ferro, cominciò a crescere all'inizio del secolo. Nel 1902, la miniera di Corsica iniziò a operare sul serio e in breve furono costruite nuove case tra gli alberi. La popolazione sfiorò i 1 000 abitanti dopo la prima guerra mondiale, dando luogo a un'armoniosa località comprendente oltre 100 case. La cittadinanza era costituita da pionieri e in larga parte da immigrati europei, inclusi croati, sloveni, finlandesi, italiani, tedeschi, scandinavi e inglesi (in particolare della Cornovaglia).

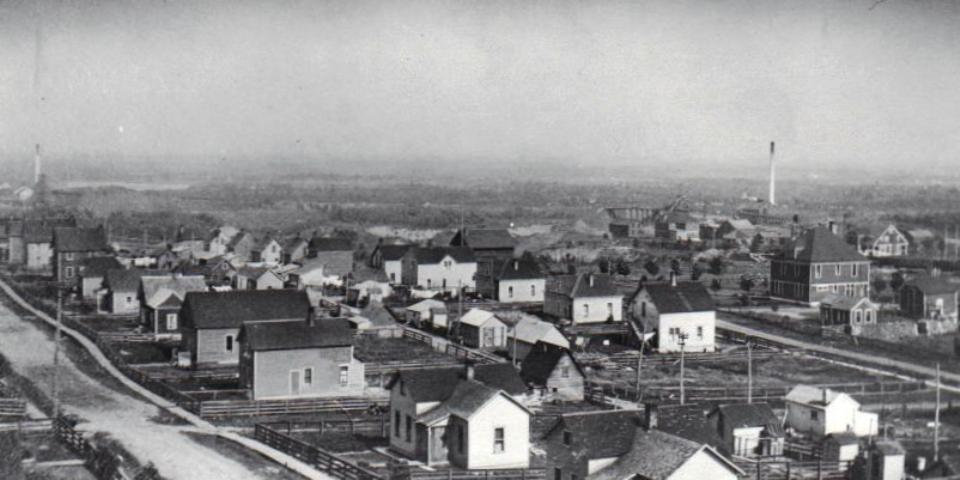

Agli inizi, le abitazioni erano formate di assi di legno e circondate da staccionate alte quattro assi che si affacciavano su una passerella. La maggior parte delle strade erano sterrate, e durante i pungenti inverni venivano pulite per mezzo di spazzaneve lignei a trazione equina. Nel centro era collocata la pompa comunale, da cui i residenti attingevano acqua a orari determinati: due volte al giorno, ne veniva pompata dalla miniera attraverso una grossa tubatura, e ne dovevano tutti portare a casa; poiché non c'era una valvola per la chiusura, l'acqua era stoccata in secchi, vasche e botti.
In epoca successiva fu costruito un serbatoio a torre per conservare l'acqua attinta da un pozzo di profondità, che veniva trasportata nelle case con l'aiuto di cani di San Bernardo. L'acqua corrente e le vasche da bagno giunsero solo dopo che intorno al 1916 fu possibile scavare canali che conducessero l'acqua dalla vicina Gilbert. In quello stesso anno fu installato un impianto elettrico, rimpiazzando le lampade a cherosene usate fino ad allora per l'illuminazione. Il primo (e inizialmente unico) telefono fu quello dell'ufficio della miniera di Elba.
I finlandesi si organizzarono in una società di temperanza, edificando la Finnish Temperance Hall. Della comunità facevano anche parte una banda, dei vigili del fuoco volontari, un guardiano notturno e (in seguito) un poliziotto di pattuglia a tempo pieno. C'erano campi da tennis, un club per impiegati,
una chiesa metodista e una presbiteriana. Notoriamente tranquilla e ordinaria, Elcor riuscì sempre ad evitare i "capricci" sociali di comunità confinanti, come il quartiere a luci rosse di Gilbert.
Una delle succitate casette di legno fu impiegata come prima scuola presente a Elcor, presto sostituita da un nuovo edificio scolastico appositamente costruito. Elcor fu inclusa nel sistema scolastico di Gilbert, allora noto come Distretto Scolastico Indipendente No. 18, comprendente cinque edifici. La scuola McKinley–Elba, completa di pozzo e mulino a vento, fu eretta nel 1900, proprio a metà strada fra le due cittadine: vi insegnavano quattro maestri per lezioni fino alla terza media da offrire a studenti di Elba e McKinley, che la raggiungevano a piedi per mezzo delle passerelle. Il distretto comprendeva altre tre scuole primarie, una delle quali in Malta Street a Elba.
I locatari di Elcor erano obbligati ad alloggiare persone. La compagnia dava in affitto ciascuna villetta per $7,50 al mese, affitto che poi incluse anche l'elettricità; fu aggiunto un dollaro mensile extra quando arrivò l'acqua corrente da Gilbert. Sebbene fu poi possibile ai residenti essere in possesso della propria casa (non del terreno, appartenente alla compagnia mineraria), gli affitti non crebbero mai.
Tutte le famiglie possedevano un orto privato dove coltivare verdure per l'inverno; alcuni allevavano bovini, suini e pollame, altri tenevano cavalli per il trasporto di legna da ardere. Data la scarsa refrigerazione, risultava difficile conservare prodotti deperibili: prima dell'apertura di attività commerciali ad Elcor, i residenti si recavano al magazzino J. P. Ahlin di McKinley, o al Saari, Campbell e Kraker di Gilbert. Al momento della consegna giornaliera delle merci si ordinava per il giorno seguente a credito, pagando il giorno di paga mensile.
Nel 1920, la Finnish Hall fu convertita in un emporio, l'Elcor Mercantile, e al contempo in un ufficio postale nazionale. Dopo che questo divenne operativo, ci fu non poca confusione con una cittadina del Minnesota sudorientale chiamata anch'essa Elba, situata ad est di Rochester; si ebbe un risultato analogo quando si tentò di cambiare il nome in Corsica, e si optò perciò per la coniazione del toponimo Elcor. Il nuovo nome fu inciso in grandi lettere bianche sul serbatoio idrico.
La posta veniva ritirata due volte al giorno presso la stazione ferroviaria, chiamata erroneamente Elcore, in servizio per la Ferrovia di Duluth–Iron Range (poi unita nella Ferrovia Duluth–Missabe–Iron Range). Più tardi, l'Elcor Mercantile diversificò le proprie merci per effetto del promettente business del petrolio, includendo benzina Conoco, cherosene, oli combustibili, oli lubrificanti, grasso, e addirittura motori fuoribordo. Le strade ombrose furono meglio delineate con l'aggiunta di marciapiedi di calcestruzzo e l'installazione di idranti di color rosso acceso, e si procedette a pavimentare Manilla Street e Maritana Avenue. Le case furono isolate e si aprì l'acquisto di frigoriferi. La Greyhound Lines aprì una fermata nei pressi dell'Elcor Mercantile. La squadra di baseball entrò a far parte della vecchia East Mesabi League, e l'Elcor Mercantile sponsorizzò gli Elcor-Conocos, una squadra di hockey su ghiaccio che si inserì fra le migliori dell'Iron Range. Il portiere di hockey Sam LoPresti degli Chicago Blackhawks nacque giusto ad Elcor.

Foto area di Elcor nel 1948, pochi anni prima che fosse abbandonata

Le miniere di Corsica ed Elba rimasero la principale fonte di impiego fino al 1926, quando la miniera sotterranea di Elba fu smantellata perché del tutto esaurita. Qualche anno dopo quella di Corsica venne convertita in una miniera a cielo aperto: l'avvenire della città riapparve sereno, finché la Grande depressione non la colpì. Nell'autunno del 1929, Corsica fu chiusa e tale rimase per diversi anni, con una drastica riduzione degli operai salariati; la miniera restò inattiva fino al 1940, e ironicamente ricevette una menzione d'onore nella Competizione Nazionale sulla Sicurezza indetta nel 1934 dall'Ufficio Nazionale delle Miniere. Allo scoppio della Seconda guerra mondiale, il commercio minerario rifiorì.

### Abbandono

Nel 1954, anche la miniera di Corsica fu chiusa. Ai minatori fu detto che sarebbe stata una situazione temporanea, dovuta al calo della domanda per quello specifico minerale. La fossa fu lasciata allagare e la Pickands Mather riconobbe che "temporaneo" sarebbe anche potuto significare parecchio tempo, per quanto si lasciò la possibilità che la miniera venisse riaperta "successivamente". Un anno dopo la compagnia, che gestiva sia le miniere che il terreno edificato, ordinò ai residenti di sgomberare le proprietà. Secondo disposizioni della compagnia mineraria, le famiglie rimaste sarebbero state cacciate di casa affinché si potessero recuperare i terreni.
Le fonti si contraddicono riguardo alle motivazioni alla base dell'ordine, ipotizzando che la Pickland Mathers rivolesse il suolo per impiegarlo come discarica, non avesse più interesse a occuparsi della manutenzione cittadina, o che avesse deciso che non convenisse più economicamente possedere caseggiati. Nessun responsabile dichiarò mai che cosa ne sarebbe stato del terreno.
Agli abitanti delle case fu concessa l'opzione di acquistarle a prezzi stracciati, a patto che provvedessero a trasferirle al di fuori del comune. A molti servirono i risparmi di una vita per traslocare, portandosi via le proprie abitazioni in caravan per le autostrade e lasciandosi alle spalle fondamenta vuote: la maggior parte, tentando di battere gli speculatori edilizi, comprò lotti nei paesi confinanti. Nei primi mesi successivi alle decisioni ufficiali, i prezzi degli appezzamenti di Elcor salirono alle stelle: quelli del valore originario di $75 furono rivenduti anche a $500. La maggioranza delle rimanenti famiglie si trasferì a circa due chilometri a ovest di Gilbert, ma altre case furono trapiantate vicino McKinley.
Le ultime tracce del vecchio villaggio minerario erano ormai sparite nel 1956: tutti gli edifici erano stati demoliti o rimossi. I pochi resti che sopravvissero qualche altro anno furono le foundamenta, i marciapiedi, stufe mezze arrugginite, tubature, bottiglie e arbusti da giardino, precedentemente visibili dalla sezione della Minnesota State Highway 135 compresa fra Gilbert e Biwabik. Rimasero in piedi anche un idrante arrugginito in quello che un tempo era l'angolo di una strada, e un vaso di porcellana per WC, imbullonato nel calcestruzzo. Quanto restava del centro cittadino era attraversato da un tratto deserto della Ferrovia Duluth–Missabe–Iron Range, e gli ingressi alle miniere erano sigillati con vecchie assi di legno. In seguito all'abbandono collettivo, la compagnia riversò minerali ferrosi lungo tutte le strade d'accesso a Elcor, dando così origine a una città fantasma laddove una volta prosperava un'intera comunità.

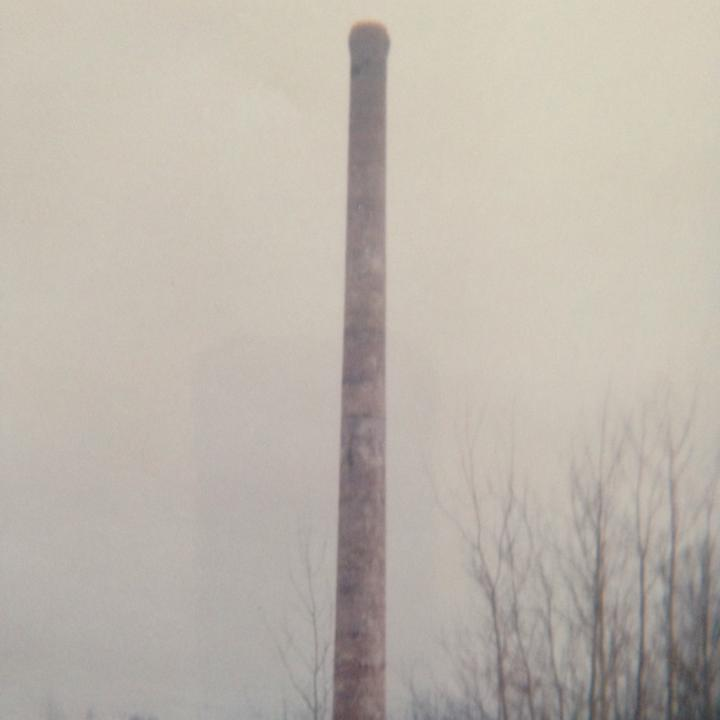
La ciminiera di Corsica prima del suo abbattimento, 1967 circa

Per un certo periodo, il solo punto di riferimento che restò del sito minerario fu una ciminiera di 61 metri vicina all'ex-miniera di Corsica, messa in piedi nel 1901 dai minatori cornici che le conferirono una configurazione unica. La Società Storica dell'Iron Range voleva appropriarsene, in quanto ultimo del suo genere nel Mesabi Iron Range a essere sopravvissuto indipendentemente dal complesso di appartenenza così intatto strutturalmente, e data anche la sua rilevanza storica, ma la sua demolizione era già stata messa in conto nel più ampio Programma di Bonifica delle Miniere Abbandonate disposto dall'Atto di Risanamento delle Miniere del Minnesota (Minnesota Mineland Reclamation Act). In molti temevano che crollando avrebbe procurato lesioni a qualcuno, per altri si trattava di un ingombro aereo.
Così, nel 1976, essa fu distrutta: ci vollero tre esplosioni e quasi 45 kg di dinamite per abbattere la struttura. Dopodiché la responsabilità per quanto riguarda il territorio della vecchia Elcor passò più volte di mano in mano: già nel 1978 della proprietà e della sua gestione si fece carico la Jones and Laughlin Steel Company; più tardi, quando questa fu fusa alla Republic Steel nel 1984, i diritti di possesso furono ceduti alla LTV Steel; venne poi il turno dell'Inland Steel Company, che li acquisì in trasferimento dalla LTV; nel 1993, l'Inland Steel cominciò a smontare l'overburden vicino all'ex-sito minerario, e sorse la miniera 
Laurenziana; attualmente la miniera appartiene all'ArcelorMittal ed è stata ribattezzata Minorca dopo l'acquisizione nel 1998 dell'Inland Steel da parte dell'allora Mittal Steel Company.

## Geologia
Elcor giaceva in cima a un giacimento di taconite in composto uniforme al 30% circa di ferro, inframezzato da strati di minerale d'alta qualità al 90–95% di ferro, parte della formazione ferrea di Biwabik; vasta formazione di sedimenti ferrosi depositatisi nel corso del Precambriano sul fondale dell'Animikie, all'epoca un mare che occupava la porzione occidentale del territorio dei Grandi Laghi e trasportava tali sedimenti nell'odierno Lago Superiore fra le catene del Mesabi e del Vermilion (Minnesota del nord), fino al Gogebic Range (Wisconsin settentrionale e penisola superiore del Michigan, spingendosi anche al Marquette Iron Range) e ad ovest della zona di minerali ricchi di manganese del Cuyuna Range (Minnesota centrale). I minerali di silice azzurro-argentei del Michigan differivano alquanto da quelli del Mesabi, che erano perlopiù idrati morbidi di ematite marrone. I geologi sono in disaccordo riguardo l'esatto periodo di origine della regione e i meccanismi che hanno causato sedimentazioni così differenti ai due lati del lago. Anche in altre aree del Minnesota c’è presenza di minerali di ferro, ma in quantità ormai troppo esigue per la pratica mineraria.
I geologi dividono le rocce ferrose del Mesabi orientale in più strati. In cima alla colonna stratigrafica troviamo l'ardesia della Virginia e il gabbro di Duluth, seguiti da quattro sezioni ferrose note come Upper Slaty ("Scistosa Superiore"), Upper Cherty ("Selciosa Superiore"), Lower Slaty ("Scistosa Inferiore") e Lower Cherty ("Selciosa Inferiore"), ed infine da quarzite e granito. Al di sotto del terriccio poco profondo, lo strato di ardesia ha uno spessore che varia tra i 15 e le svariate centinaia di metri, e i quattro strati ferrosi tra i 120 e i 180 metri.

## Geografia e clima
Elcor era a un'altitudine di 470 m nella contea di St. Louis, a 84 km a nord-nord-ovest di Duluth. Le città più vicine erano Gilbert, a circa 3 km a sud-est, e McKinley, a circa 3 km a est-nord-est. Elcor si situava lungo il vecchio tratto della Minnesota State Highway 135, a quasi 8 km a est-sud-est dalla U.S. Route 53 e attorno ai 3 km a nord-est della Minnesota State Highway 37.
Elcor era nella provincia della foresta mista laurenziana nella regione Arrowhead (Minnesota settentrionale), dominata tutto l'anno dalla massa d'aria polare. Il livello di precipitazioni piovose annuale nella foresta oscilla tra i 53 cm del confine occidentale agli 81 di quello orientale. La temperatura media è di circa 1 °C in un anno nella zona settentrionale, che si spingono a 4 °C a meridione; quelle nevose ammontano a 150 cm l'anno.
Il mese più caldo è luglio, quando la media delle massime è 26 °C e quella delle minime 11 °C; il più freddo è gennaio, con massime di circa −8 °C e minime di −22 °C. Elcor distava approssimativamente 35 km da Tower (in direzione nord-nord-est), dove il 2 febbraio 1996 la temperatura scese toccando il picco record di −51 °C.